# Berkasovo
Berkasovo (izvirno srbsko Беркасово) je naselje v Srbiji, ki upravno spada pod Občino Šid; slednja pa je del Sremskega upravnega okraja.

## Demografija
V naselju, katerega izvirno (srbsko-cirilično) ime je Беркасово, živi 987 polnoletnih prebivalcev, pri čemer je njihova povprečna starost 40,9 let (39,4 pri moških in 42,2 pri ženskah). Naselje ima 490 gospodinjstev, pri čemer je povprečno število članov na gospodinjstvo 2,51.
To naselje je, glede na rezultate popisa iz leta 2002, v glavnem srbsko.
|  |

| Demografija | Demografija     | Demografija     |
| Leto        | Št. prebivalcev | Št. prebivalcev |
| ----------- | --------------- | --------------- |
|             |                 |                 |
|             |                 |                 |
|             |                 |                 |
|             |                 |                 |
| 1948        | 1156            |                 |
| 1953        | 1235            |                 |
| 1961        | 1214            |                 |
| 1971        | 1213            |                 |
| 1981        | 1217            |                 |
| 1991        | 1103            | 1088            |
| 2002        | 1258            | 1228            |
|             |                 |                 |

| Etnična sestava po popisu iz leta 2002 | Etnična sestava po popisu iz leta 2002 | Etnična sestava po popisu iz leta 2002 | Etnična sestava po popisu iz leta 2002 | Etnična sestava po popisu iz leta 2002 |
| -------------------------------------- | -------------------------------------- | -------------------------------------- | -------------------------------------- | -------------------------------------- |
| Srbi                                   | Srbi                                   |                                        | 841                                    | 68,48%                                 |
| Rusini                                 | Rusini                                 |                                        | 184                                    | 14,98%                                 |
| Jugoslovani                            | Jugoslovani                            |                                        | 51                                     | 4,15%                                  |
| Hrvati                                 | Hrvati                                 |                                        | 47                                     | 3,82%                                  |
| Slovaki                                | Slovaki                                |                                        | 21                                     | 1,71%                                  |
| Madžari                                | Madžari                                |                                        | 6                                      | 0,48%                                  |
| Rusi                                   | Rusi                                   |                                        | 2                                      | 0,16%                                  |
| Romi                                   | Romi                                   |                                        | 2                                      | 0,16%                                  |
| Ukrajinci                              | Ukrajinci                              |                                        | 1                                      | 0,08%                                  |
| Muslimani                              | Muslimani                              |                                        | 1                                      | 0,08%                                  |
| Makedonci                              | Makedonci                              |                                        | 1                                      | 0,08%                                  |
| Neznano                                | Neznano                                |                                        | 61                                     | 4,96%                                  |